# Bellamy (Alabama)
Bellamy ist ein Census-designated place und gemeindefreies Gebiet im Sumter County im Bundesstaat Alabama in den Vereinigten Staaten.

## Geographie
Bellamy liegt im Westen Alabamas im Süden der Vereinigten Staaten. Es liegt etwa 23 Kilometer östlich der Grenze zu Mississippi.
Nahegelegene Orte sind unter anderem Livingston (10 km nördlich), York (11 km nordwestlich), Ward (15 km südwestlich), Cuba (19 km westlich) und Demopolis (21 km östlich). Die nächste größere Stadt ist mit 212.000 Einwohnern das etwa 150 Kilometer nordöstlich entfernt gelegene Birmingham.

## Geschichte
Die Stadt entwickelte sich um ein Sägewerk der Allison-Brüder. Als 1901 ein Postamt eröffnet wurde, nahm Charles Allison an, ein Ort werde gewöhnlich nach seinem bekanntesten Bürger benannt, weswegen er Bellamy in Anlehnung an den Unions-Veteran Volney Bellamy wählte.

## Verkehr
Vom Westen in den Osten des Ortes verlaufen auf gemeinsamer Trasse die Alabama State Route 8 und der U.S. Highway 80, der im Westen einen Anschluss an den U.S. Highway 11 sowie drei Kilometer westlich an den Interstate 20, der über eine Länge von 2470 Kilometern von Texas bis nach South Carolina führt, herstellt.
Etwa 14 Kilometer östlich des Ortes befindet sich der Demopolis Municipal Airport.

## Demographie
Die Volkszählung 2010 ergab eine Bevölkerungszahl von 543, verteilt auf 226 Haushalte und 138 Familien. Die Bevölkerungsdichte lag bei 56 Einwohnern pro Quadratkilometer. 90,8 % der Bevölkerung waren Schwarze, 8,3 % Weiße und 0,9 % Asiaten. 1,3 % waren Hispanics oder Lateinamerikaner jedweder Ethnizität. Auf 100 Frauen kamen etwa 80 Männer.